# Jörn König
Jörn Harald König (* 29. Oktober 1967 in Ost-Berlin) ist ein deutscher Politiker (AfD). Er ist Gründungsmitglied der Partei in Niedersachsen und Vorsitzender des Kreisverbands Hannover-Stadt. König ist seit 2017 Mitglied des Deutschen Bundestages und seit 2023 einer der stellvertretenden Vorsitzenden der AfD-Bundestagsfraktion.

## Leben
Jörn König betrieb als Jugendlicher Schwimmen als Leistungssport. Als Teil der Mannschaft des SC Dynamo Berlin gewann er bei den DDR-Meisterschaften 1984 eine Silbermedaille in der 4-mal-200-Meter-Freistilstaffel. Nach dem Wehrdienst bei der NVA studierte er von 1989 bis 1994 Elektrotechnik an der Technischen Universität Ilmenau mit dem Abschluss Diplom-Ingenieur. Von 1994 bis 2010 war er als Vertriebsingenieur für Telefonanlagen tätig, 2005 schloss er ein berufsbegleitendes Studium zum Master of Business Administration ab. Von 2010 bis 2018 arbeitete er als selbständiger Planungsingenieur im Bereich Unified Communications.
Er ist verheiratet und hat ein Kind.

## Politik

### Landesverband Niedersachsen
König trat im März 2013 in die AfD ein und ist Gründungsmitglied der AfD Niedersachsen, deren stellvertretender Landesvorsitzender er von März 2015 bis Januar 2018 war. Von April 2018 bis September 2020 war er Beisitzer. Seit 2015 ist er Kreisvorsitzender der AfD Hannover Stadt.
Er verortet sich in der AfD als mittig und rechtsliberal. König ist davon überzeugt, dass die größtmögliche persönliche und wirtschaftliche Freiheit dem Gemeinwohl am besten dient. Er setzt sich für mehr direkte Demokratie nach dem schweizerischen Vorbild und eine Stärkung des freien Mandats der Abgeordneten ein.
König gehörte zu den 21 von 32 Kreisverbänden, die 2018 die Abwahl des bisherigen Landesvorsitzenden Paul Hampel forderten, weil dieser aufgrund von „fortdauernden Querelen und Fehlleistungen“ für die AfD Niedersachsen untragbar geworden sei. Hampel wurde daraufhin vom Bundesvorstand entmachtet und abgesetzt.

### Abgeordneter im Deutschen Bundestag
Jörn König zog 2017 über Platz 2 der Landesliste Niedersachsens in den Deutschen Bundestag ein. Bei der folgenden Bundestagswahl 2021 zog er über Listenplatz 5 ein. Im Wahlkreis Hannover-Stadt I bekam er als Direktkandidat 5,9 % der Wählerstimmen. Er ist sportpolitischer Sprecher der AfD-Bundestagsfraktion und stellvertretender Vorsitzender der Landesgruppe Niedersachsen. Er ist Ordentliches Mitglied im Sportausschuss (Obmann) und ordentliches Mitglied im Finanzausschuss sowie stellvertretendes Mitglied im Ausschuss für Digitale Agenda.
Kurz nach seinem Einzug 2017 in den Deutschen Bundestag entwickelte Jörn König die sportpolitischen Thesen der AfD-Bundestagsfraktion, in denen er insbesondere die Verdoppelung der Spitzensportförderung fordert. Er setzt sich für eine Verbesserung der Sportinfrastruktur sowohl für den Spitzensport als auch für den Breitensport sowie eine Erhöhung des Schulsports ein. Er ist zudem seit 2017 Mitglied des FC Bundestag, der Fußballmannschaft des Deutschen Bundestages.
Im April 2021 verbreitete König eine bewusst irreführende Foto-Collage mit Bildern des bayerischen Ministerpräsidenten Markus Söder, die den falschen Eindruck vermitteln sollte, dass sich dieser entgegen der Impfregularien bereits mehrfach gegen COVID-19 habe impfen lassen, obwohl diese Behauptung zu dem Zeitpunkt längst widerlegt war.
Seit 2023 ist er einer von zunächst vier, ab 2025 fünf stellvertretenden Fraktionsvorsitzenden.
Er wurde Kandidat seiner Fraktion zum Vizepräsidenten des 20. Deutschen Bundestages.